# Справочник по математике (Бронштейн, Семендяев)
«Справочник по математике для инженеров и учащихся втузов» — распространённый советский справочник по прикладной математике, впервые опубликованный в 1945 году. Авторы справочника — советские математики И. Н. Бронштейн и К. А. Семендяев. Широта охвата материала, ориентация на практические нужды пользователей, доступность стиля, наличие продуманных алгоритмов и таблиц обеспечили этому изданию международную популярность, справочник выдержал десятки переизданий и переводов на многие языки.
В предисловии к первому изданию авторы писали:

Задача, которая стояла перед нами — дать в небольшом по объёму справочнике основные сведения по математике, необходимые в учебной и практической работе инженерам и студентам втузов,— была чрезвычайно трудной. Стремясь к краткости изложения, мы всё же пытались сделать справочник доступным, удобным для пользования и, по возможности, математически строгим (в той мере, в которой эту строгость следует предъявлять к инженерам).

## Обзор содержания
Справочник, начиная с 12-го издания (1981 год), содержит сведения по следующим темам.
- Алгебра
- Геометрия, в том числе аналитическая и дифференциальная геометрия
- Тригонометрия
- Математический анализ
- Суммирование рядов
- Комплексный анализ
- Вариационное исчисление
- Дифференциальные уравнения разных типов
- Специальные функции
- Векторный анализ
- Теория вероятностей и математическая статистика, в том числе статистические методы приближённых вычислений и методика обработки наблюдений
- Теория множеств
- Математическая логика
- Комбинаторика
- Разнообразные численные методы, в том числе математическое программирование

Прилагается обширный комплект таблиц и графиков. В работе содержится, например, исчерпывающий список аналитически разрешимых интегралов (то есть интегралов, для которых можно выписать замкнутую формулу первообразной).

## История
Авторы написали эту книгу ещё в 1939/1940 годы, и в 1941 году началась её вёрстка в ленинградской типографии, но война и блокада Ленинграда сорвали планы публикации. Первое издание справочника состоялось в 1945 году, эта книга сразу стала незаменимым инструментом для учёных-прикладников, инженеров и студентов, так что понадобились дополнительные переиздания книги.
В 1958 году в ГДР был издан дополненный перевод книги на немецкий язык (Taschenbuch der Mathematik, изд. B. G. Teubner, Лейпциг). Вскоре (1964) появился и английский перевод (A Guide-Book to Mathematics, «Путеводитель по математике», изд. Pergamon Press и Macmillan Publishers), позже подключилось издательство Шпрингера.
В 1966 году, после встречи на Международном конгрессе математиков в Москве, был создан международный (советско-восточногерманский) консорциум для назревшей модернизации популярного справочника, в него вошли B. G. Teubner (ГДР), издательство «Наука» (СССР), К. А. Семендяев (И. Н. Бронштейн умер в 1976 году, когда проект был ещё в развитии) и команда восточногерманских математиков под общим руководством Г. Гроше и В. Циглера. Семендяев воспротивился предложению вставить в оригинальный текст новые темы, поэтому было решено добавить к справочнику второй том, содержащий дополнительный материал. Работа растянулась более чем на десять лет, но в 1979 году итоговый двухтомник был опубликован на немецком языке и заслужил самые высокие отзывы специалистов. Вскоре появились переводы нового справочника на русский (12-е издание 1980 года) и на другие языки мира (см. ниже).
В предисловии к переработанному изданию К. А. Семендяев пишет:

В результате переработки справочник не только обогатился новыми сведениями по тем разделам математики, которые были представлены ранее, но и был дополнен новыми разделами: «Вариационное исчисление и оптимальное управление» (гл. 3.2), «Математическая логика и теория множеств» (гл. 4.1), «Вычислительная математика» (гл. 7.1), и основными сведениями по вычислительной технике (гл. 7.2). При этом был сохранен общий методический стиль справочника, позволяющий и получить фактическую справку по отысканию формул или табличных данных, и ознакомиться с основными понятиями (или восстановить их в памяти); для лучшего усвоения понятий приводится большое количество примеров. В связи со столь основательным пересмотром справочника в ГДР весь текст был заново переведен с немецкого языка. 

Сложная юридическая обстановка после прекращения существования СССР и ГДР привела к тому, что переводы справочника разделились на несколько независимых ветвей различных издателей и редакторов. В настоящее время существуют два существенно различных издания под одинаковыми или сходными названием, причём оба доступны на нескольких языках. Часть изданий воспроизводит версию до переделок (основанную на 11-м русском издании), в объединённой Германии продолжается независимое развитие расширенной версии (Springer-Handbuch der Mathematik), которая выросла до четырёх томов.

## Хронология публикаций

### Советские и российские
Первое издание (1945 год) получило отличные отзывы пользователей, хотя отмечались и недостатки — в частности, слишком мелкий шрифт. Второе издание (стереотипное) вышло в 1948 году. В 1953 году справочник подвергся первой существенной переработке: параграфы 8—10 главы «Дифференциальные уравнения» (краевые задачи и уравнения в частных производных) написаны профессором М. Р. Шура-Бурой, раздел «Основы математического анализа» переписан заново, внесено много других дополнений. Далее до 11-го издания (1967) доработки были незначительны.
После 1967 года издательство «Наука» приостановило переиздание справочника, так как готовило к публикации перевод близкого по тематике американского справочника Г. и Т. Корнов (первое издание вышло в 1968 году). 11-е издание переиздавалось в России ещё несколько раз: ISBN 5-02-015115-7, 978-5-02-015115-4 (1998, изд. «Наука», помечено как 15-е издание), 978-5-8114-0906-8 (изд. «Лань», 2010).
В 1981 году «Наука» опубликовала перевод немецкого 19-го издания (см. выше #История), пометив его как «12-е издание, полностью переработанное». Далее в СССР вышло ещё «13-е исправленное издание» (1986, ISBN 978-1702000000).

### Переводы на другие языки

#### Немецкий
В ГДР первый перевод справочника вышел в 1958 году, он был основан на 6-м русском издании (глава о вариационном исчислении была добавлена М. Миллером). Далее этот немецкий перевод многократно переиздавался до 1978 года (издание 1978 года помечено как 18-е).
В 1979 году издательство Teubner опубликовало полностью переработанную 19-ю немецкую версию (см. #История), ISBN 3-87144-492-8, а также дополнительный том. До воссоединения Германии были шесть переизданий. Далее справочник публиковался в Германии разными издательствами под разными названиями: Teubner-Taschenbuch der Mathematik (Teubner), Springer-Handbuch der Mathematik (Springer Fachmedien Wiesbaden), Deutsch Taschenbuch der Mathematik (Verlag Harri Deutsch).

#### Английский
Английский перевод справочника появился в 1964 году (Pergamon Press, Macmillan Publishers), под названием «A Guide-Book to Mathematics for Technologists and Engineers», ISBN 978-0-08-010019-7. В 1971 году Springer Verlag New York, Inc. выпустила свой перевод : «A Guide Book to Mathematics», ISBN 978-3-87144-095-3. Два года спустя Шпрингер переиздал справочник под названием «A Guide Book to Mathematics: Formulas, Tables, Graphs, Methods», ISBN 978-0-387-91106-9. В 2013 году состоялось переиздание этого перевода, он также имеет версию электронной книги (ISBN 978-1-4684-6288-3).
В 1985 году Van Nostrand Reinhold Company перевела немецкий двухтомник, он получил название «Handbook of Mathematics» (ISBN 0-442-21171-6, переиздан в 1997/1998 годах). Издательство Springer Verlag, Heidelberg опубликовало три тиража английского перевода под тем же названием «Handbook of Mathematics» (2002, 2007, 2015).
В 2004 году появился «Oxford Users' Guide to Mathematics», 1284 страницы, Oxford University Press, пе5реиздано в 2013, ISBN 978-0-19-968692-6.

#### Японский
Перевод издан Morikita Publications (森北出版) в 1985 году под названием «Справочник по математике» (数学ハンドブック), 1226 страниц). Сокращённый вариант (721 стр.) издан там же в 1986 году.

#### Испанский
Перевод опубликован советским издательством «Мир» в 1968 году (695 стр., ISBN 978-5-03-000626-0) и назывался «Manual de Matemáticas para ingenieros y estudiantes». Переиздания 1993 и 2004 года (Rubiños-1860, S.A., Мадрид) были стереотипными. В 2001 году было также издание Quinto Sol под тем же названием.

#### Словенский

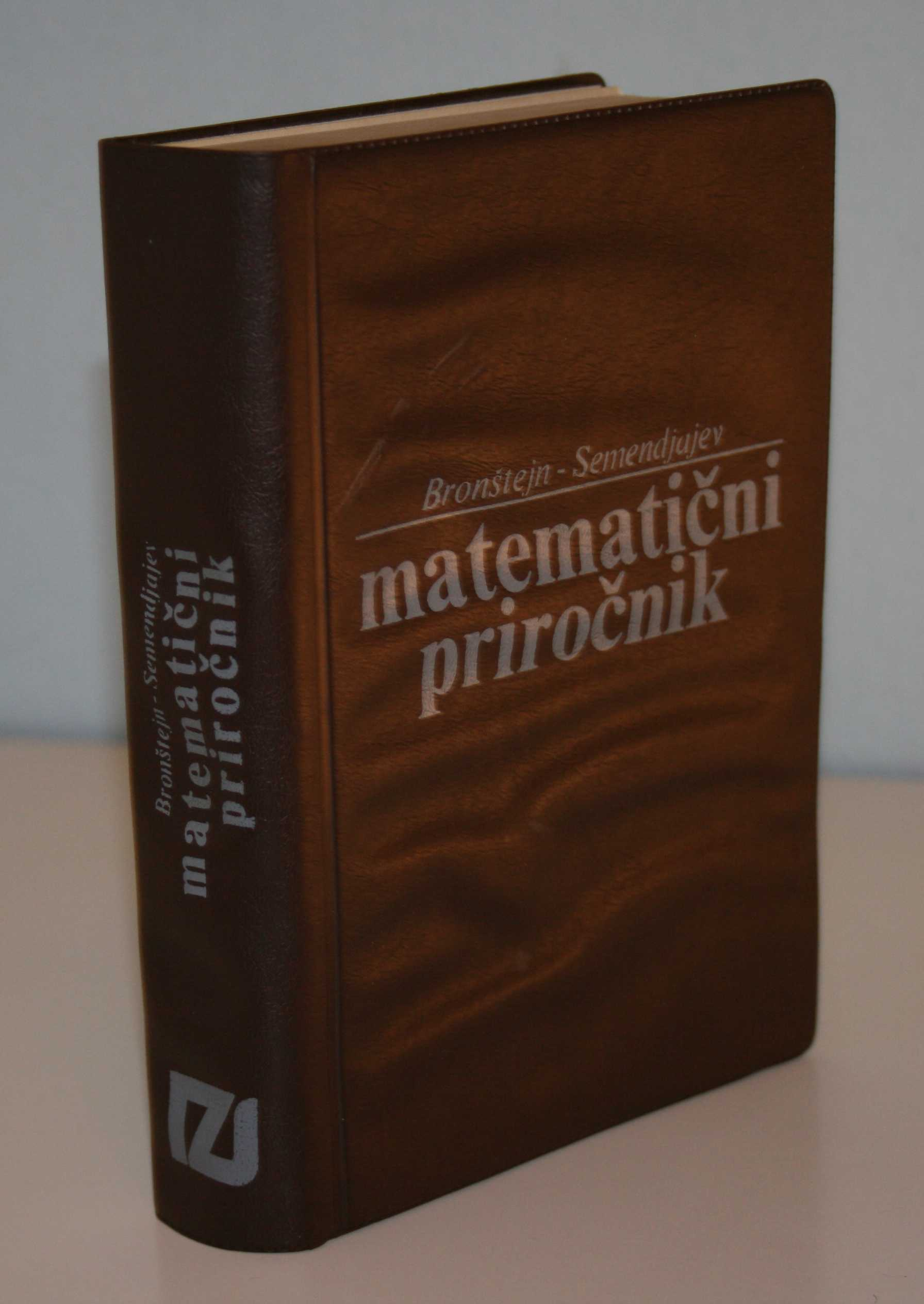
Словенский перевод 1975 г.

Перевод под названием «Matematični priročnik za inženirje in slušatelje tehniških visokih šol» издан в 1963 году и выдержал 10 переизданий. Расширенный перевод (Matematični priročnik) издан в 1990, 1992 и 1994 годах.
В 1997 году Tehniška Založba Slovenije опубликовала перевод с немецкого двухтомника, тоже под названием «Matematični priročnik»; переиздан в 2009 году (967 стр.).

#### Сербо-хорватский
Первый перевод (Tehnička knjiga, Загреб) появился ещё в единой Югославии в 1964 году, он был основан на 9-м русском издании (1962) и назывался Matematički priručnik за inženjere я studente.
После распада Югославии хорватская компания Golden marketing, Tehnička knjiga опубликовала перевод немецкого двухтомника под названием «Matematički priručnik» (2004, 1191 стр.). В Сербии аналогичное издание осуществила Soho Graph (Белград), и называлось оно так же.